# Undead Girl Murder Farce
Undead Girl Murder Farce (アンデッドガール・マーダーファルス Andeddo Gāru Mādā Farusu?) es una serie de novelas japonesas escritas por Yugo Aosaki. Comenzó a publicarse en diciembre de 2015. Una adaptación a manga con ilustraciones de Haruka Tomoyama comenzó a serializarse en la revista Monthly Shōnen Sirius de Kodansha en junio de 2016, antes de pasar a Nemesis en 2017 y luego al sitio web Comic Days en 2018. Una adaptación de la serie al anime de Lapin Track se estrenó el 6 de julio de 2023.

## Argumento
En el siglo XIX, en un mundo habitado por vampiros, gólems, hombres lobo y otras criaturas sobrenaturales, Aya Rindo es una belleza inmortal con cabeza pero sin cuerpo. Acompañada por Tsugaru Shinuchi, un cazador de demonios mitad humano, mitad demonio, y su fiel sirvienta, Shizuku Hasei, viaja por Europa resolviendo misterios sobrenaturales mientras busca su cuerpo perdido.

## Personajes
Aya Rindo (輪堂 鴉夜 Rindō Aya?)
 Seiyū: Tomoyo Kurosawa
Tsugaru Shinuchi (真打 津軽 Shinuchi Tsugaru?)
 Seiyū: Taku Yashiro
Shizuku Hasei (馳井 静句 Hasei Shizuku?)
 Seiyū: Makoto Koichi
Sherlock Holmes (シャーロック・ホームズ Shārokku Hōmuzu?)
 Seiyū: Shin'ichirō Miki
John H. Watson (ジョン・H・ワトソン Jon H Watoson?)
 Seiyū: Masaki Aizawa
Arsène Lupin (アルセーヌ・ルパン Arusēnu Rupan?)
 Seiyū: Mamoru Miyano
Phantom (ファントム Fantomu?)
 Seiyū: Hiro Shimono
James Moriarty (ジェームズ・モリアーティ Jēmuzu Moriāti?)
 Seiyū: Wataru Yokojima
Aleister Crowley (アレイスター・クロウリー Areisutā Kurōrī?)
 Seiyū: Tomokazu Sugita
Carmilla (カーミラ Kāmira?)
 Seiyū: Reina Kondō
Victor (ヴィクター Vikutā?)
 Seiyū: Itaru Yamamoto
Jack el Destripador (切り裂きジャック Kirisaki Jakku?)
 Seiyū: Sōma Saitō
Nora (ノラ?)
 Seiyū: Maaya Uchida
Vera (ヴェラ?)
 Seiyū: Yumiri Hanamori
Kaya (カーヤ Kāya?)
 Seiyū: Saima Nakano
Alice Rapidshot
 Seiyū: Ayaka Asai
Kyle Chaintail
 Seiyū: Sō Nozawa
Louise
 Seiyū: Anna Nagase
Rosa
 Seiyū: Aki Nagao
Yutte
 Seiyū: Emiri Suyama
Alma
 Seiyū: Hitomi Nabatame
Gunther
 Seiyū: Takaki Ōtomari
Dennis
 Seiyū: Shunsuke Takeuchi
Falk
 Seiyū: Kazuki Ura
Bernt
 Seiyū: Sei'ichirō Yamashita
Bjorn
 Seiyū: Takuya Nakashima
Anciana Regi
 Seiyū: Sayuri Sadaoka

## Contenido de la obra

### Novela
Escrito por Yugo Aosaki, Undead Girl Murder Farce fue publicado por primera vez por Kodansha el 17 de diciembre de 2015, bajo su sello Kodansha Taiga. Hasta la fecha, se han lanzado cuatro volúmenes.

#### Lista de volúmenes
| Volúmenes de la novela publicados | Volúmenes de la novela publicados | Volúmenes de la novela publicados |
| Número                            | Fecha de lanzamiento              | ISBN                              |
| --------------------------------- | --------------------------------- | --------------------------------- |
| 1                                 | 17 de diciembre de 2015           | ISBN 978-4-06-294009-2            |
| 2                                 | 19 de octubre de 2016             | ISBN 978-4-06-294030-6            |
| 3                                 | 15 de abril de 2021               | ISBN 978-4-06-522368-0            |
| 4                                 | 14 de julio de 2023               | ISBN 978-4-06-532520-9            |

### Manga
Una adaptación de manga ilustrada por Haruka Tomoyama comenzó a serializarse en la revista Monthly Shōnen Sirius de Kodansha el 25 de junio de 2016. Más tarde se trasladó a la revista Nemesis de Kodansha el 9 de junio de 2017. Después de que Nemesis dejó de publicarse, la serie se trasladó al sitio web Comic Days. Sus capítulos individuales se han recopilado en tres volúmenes tankōbon hasta la fecha.
En mayo de 2021, Kodansha USA anunció que había obtenido la licencia del manga para su publicación digital en inglés.

#### Lista de volúmenes
| Volúmenes de manga publicados | Volúmenes de manga publicados | Volúmenes de manga publicados |
| Número                        | Fecha de lanzamiento          | ISBN                          |
| ----------------------------- | ----------------------------- | ----------------------------- |
| 1                             | 20 de octubre de 2016         | ISBN 978-4-06-390655-4        |
| 2                             | 9 de agosto de 2017           | ISBN 978-4-06-390707-0        |
| 3                             | 8 de junio de 2018            | ISBN 978-4-06-511670-8        |
| 4                             | 5 de julio de 2023 (digital)  | —                             |
| 5                             | 5 de julio de 2023 (digital)  | —                             |
| 6                             | 5 de julio de 2023 (digital)  | —                             |
| 7                             | 5 de julio de 2023 (digital)  | —                             |
| 8                             | 2 de abril de 2025 (digital)  | —                             |

### Anime
Se anunció una adaptación de la serie al anime durante la "Fuji TV Anime Lineup Presentation 2023" el 22 de marzo de 2023. La serie es producida por Lapin Track y dirigida por Mamoru Hatakeyama, con Noboru Takagi como guionista principal, Noriko Ito diseñando los personajes basados en los conceptos de Zerogo Iwamoto y también como director de animación en jefe junto a Naho Kazono, y Yuma Yamaguchi componiendo la música. Se estrenó el 6 de julio de 2023 en el bloque de programación +Ultra de Fuji TV. El tema de apertura es «Crack-Crack-Crackle», interpretado por Classy, mientras que el tema de cierre es «Reversal», interpretado por Anna. Crunchyroll obtuvo la licencia de la serie fuera de Asia.